# Chloé (Unternehmen)

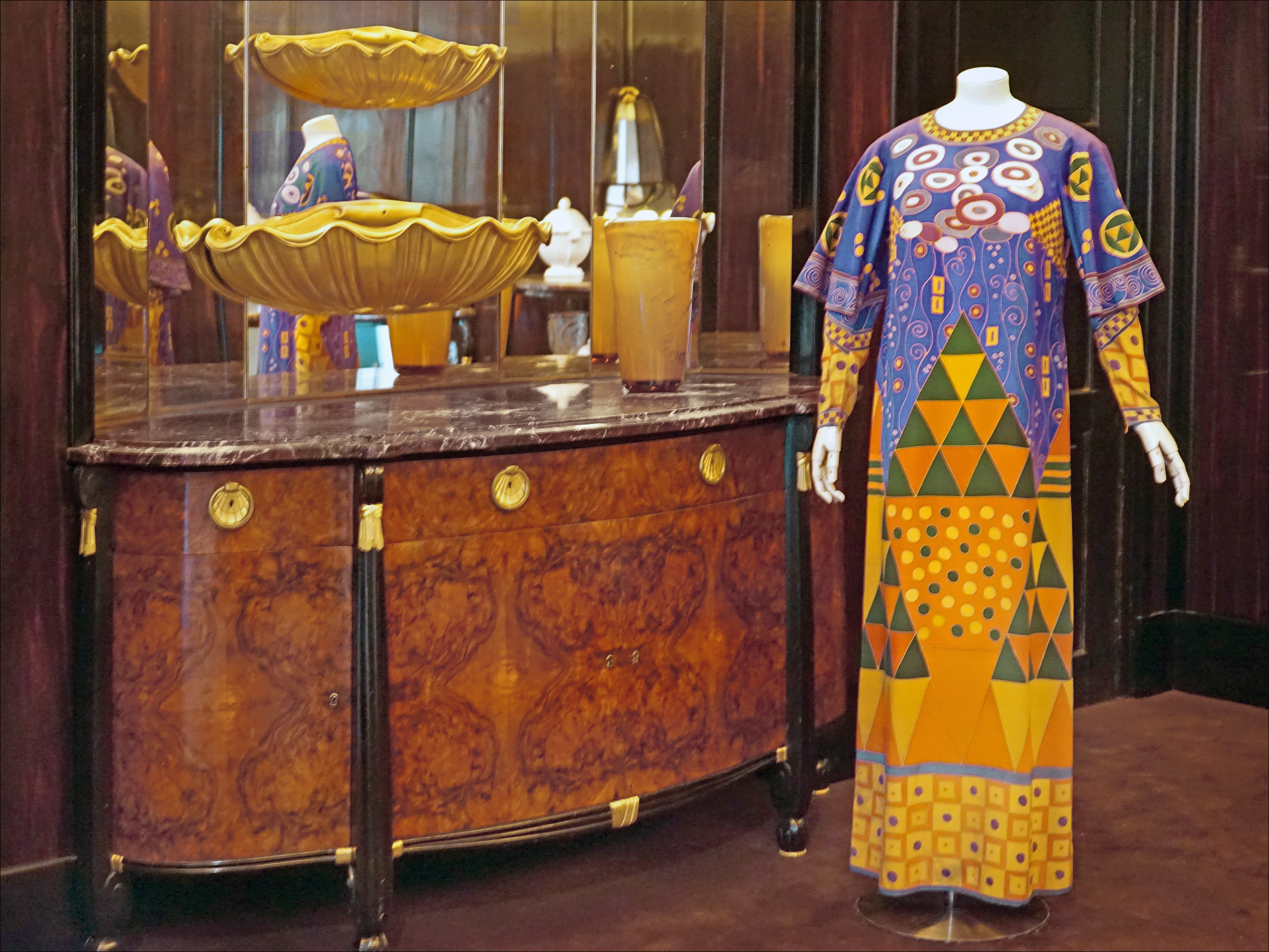
Von Karl Lagerfeld im Jahr 1971 entworfenes Kleid für Chloé als Hommage an Gustav Klimt, Musée des Arts décoratifs Paris

Chloé [klɔe] ist ein 1952 von Gaby Aghion gegründetes französisches Damen-Modeunternehmen, das seit 1998 zum schweizerischen Luxusgüterkonzern Richemont gehört.
Das Unternehmen Chloé unter Gaby Aghion gilt als Pionier der Prêt-à-porter-Mode, das den Raum zwischen Haute Couture und Konfektion besonders gekonnt für sich nutzte.

## Unternehmensgeschichte
Das Unternehmen wurde 1952 von der ägyptischen Jüdin Gaby Aghion (1921–2014) in Paris gegründet, wohin sie 1945 mit ihrem italienischen Mann gezogen war.
Für ihr Unternehmen, das sie nach ihrer Freundin Chloé Huysmans benannte, entwarf sie sechs Modelle, die sie von einer Schneiderin anfertigen ließ, und bot sie erfolgreich ausgewählten Pariser Boutiquen an. Bald machte sie sich mit weiblich-verspielter Prêt-à-porter-Mode aus weichen, fließenden und hochwertigen Stoffen einen Namen. Ihre Verbindungen in die Pariser Oberschicht verschafften ihr zahlreiche Unterstützer: Jacques Lenoir, mit dem sie sich 1953 zusammenschloss, die Gründerin der Wochenzeitschrift Elle, Hélène Lazareff, sowie die Direktorin des Magazins Jardin des modes, Maïmé Arnodin.
Im Jahr 1958 zeigte Aghion, die eine Gruppe junger Modedesigner eingestellt hatte, zu denen auch der aufstrebende Karl Lagerfeld gehörte, ihre Entwürfe in einer Modenschau im Café de Flore. Im Jahr 1963 wurde Lagerfeld zum Chefdesigner von Chloé ernannt, wo er zunächst bis 1983 tätig war. Bereits in den 1960er-Jahren konnte Chloé prominente Kundinnen wie Brigitte Bardot, Grace Kelly, Maria Callas oder Jackie Kennedy vorweisen. In den 1970er-Jahren stieg Chlóe zu einer der führenden Damen-Modemarken in Europa auf. 1971 wurde die erste Chloé-Boutique in Paris eingeweiht.
Nachdem Lagerfeld die Firma im Jahr 1983 im Streit verlassen hatte, gingen die Umsätze unter dem neuen Designer und ehemaligen Byblos-Kreativdirektor Guy Paulin zurück, so dass 1985 die Alfred Dunhill, Ltd. das Modeunternehmen von Gaby Aghion übernahm. Nachdem die 1989 als Modeschöpferin angestellte Französin Martine Sitbon das Unternehmen verlassen hatte, rief Dunhill 1992 Karl Lagerfeld als Designer zu Chloé zurück, um der Marke wieder zu altem Glanz zu verhelfen, was allerdings nur mäßig gelang. Dunhill fusionierte 1993 mit Cartier zur Groupe Vendôme und wurde 1998 von dem schweizerischen Unternehmen Richemont gekauft, zu dem Chloé bis heute gehört.
Erst mit Stella McCartney, die von 1997 bis 2001 Chefdesignerin bei Chloé war und danach ihre eigene Modemarke gründete, erlebte das Unternehmen einen Aufschwung. Unter McCartney wurde 2001 auch die etwas preisgünstigere Zweitlinie See by Chloé ins Leben gerufen, die bis heute existiert. Von 2001 bis 2006 übernahmen McCartneys Assistentin Phoebe Philo, von 2006 bis 2008 der ehemalige Marni-Designer Paulo Melim Andersson aus Schweden, von 2008 bis 2011 die Philo-Assistentin Hannah MacGibbon und ab 2011 die ehemalige Pringle-of-Scotland-Designerin Clare Waight Keller die kreative Leitung bei Chloé.
Besonders unter Philos Regie erfuhr Chloé eine Popularität bei jungen Frauen, wie sie das Unternehmen zuletzt in den 1970er-Jahren erlebt hatte. Philo erschuf unter anderem eine Handtaschenkollektion und kreierte die erfolgreiche Paddington-Handtasche. Ihre unmittelbaren Nachfolger konnten diesen Trend allerdings nicht aufrechterhalten. Clare Waight Keller verjüngte die Marke Chloé schließlich erfolgreich, schuf tragbare Kollektionen und weitete das profitable Accessoire-Geschäft aus.
Auf Keller, die im Frühjahr 2017 zu Givenchy wechselte, folgte die ehemalige Louis-Vuitton-Designerin Natacha Ramsay-Levi. Ramsay-Levi wurde im Dezember 2020 durch die aus Uruguay stammende und in New York City lebende Designerin Gabriela Hearst ersetzt. Hearst verließ im September 2023 das Unternehmen. Seit Oktober 2023 hat die in Düsseldorf geborene Designerin Chemena Kamali den Posten der Kreativdirektorin inne.

## Kollektionen
- Chloé – hochpreisige Hauptlinie für Damen mit Prêt-à-porter-Kleidung, Lederwaren und Accessoires; präsentiert zweimal jährlich bei den Pariser Modewochen
- See by Chloé – Zweitlinie für junge Kundinnen mit Konfektionsbekleidung, Lederwaren und Accessoires; präsentiert seit 2012 via Online-Modenschau

## Parfüm
1975 lancierte das Unternehmen in Zusammenarbeit mit IFF das blumige Parfüm Chloé, das sich sehr erfolgreich verkaufte. In den 1990er-Jahren brachte Chloé einige weitere erfolgreiche Damen-Düfte auf den Markt, bis schließlich 2005 Coty die Chloé-Parfümlizenz von Unilever erwarb, welche diese wiederum von IFF übernommen hatte. Seither gibt es mit Chloé (2008) und Varianten davon sowie Love, Chloé (2010) und L'Eau de Chloé (2012) neue erfolgreiche Parfüms des Unternehmens.